# Manxmannen
Manxmannen (originaltitel: The Manxman) är en brittisk långfilm från 1929 i regi av Alfred Hitchcock, baserad på en bok av Hall Caine.

## Handling
Fiskaren Pete och advokaten Philip har varit nära vänner i många år. Pete vill gifta sig med Kate, men hennes pappa anser honom inte vara fin nog. Pete lämnar ön de bor på och då börjar Kate och Philip att umgås och blir förälskade. Men en dag återvänder Pete, och då vet de inte hur de ska göra...

## Om filmen
Manxmannen blev Alfred Hitchcocks sista stumfilm.

## Rollista i urval
- Carl Brisson - Pete Quilliam
- Malcolm Keen - Philip Christian
- Anny Ondra - Kate Cregeen
- Randle Ayrton - Caesar Cregeen